# Лаодика (съпруга на Митридат III)
Вижте пояснителната страница за други личности с името Лаодика.
Лаодика (на старогръцки: Λαοδίχη; Laodice; fl. 3/2 век пр.н.е.) e дъщеря на Антиох IV Епифан и царица на Понтийското царство.

## Фамилия
Лаодика се омъжва за Митридат III, цар на Понтийското царство през ок. 210 – ок. 190 пр.н.е., син на Митридат II и Лаодика, сестрата на Селевк II Калиник. Те имат децата:
- Митридат IV
- Фарнак I
- Лаодика, омъжена за нейния брат Митридат IV